# Лигнау, Николай Георгиевич
Николай Георгиевич Лигнау (10 июня 1873, Ялта, Таврическая губерния — 5 апреля 1940, Одесса) — русский и украинский советский зоолог и энтомолог.

## Биография
Николай Георгиевич (Егорович) Лигнау родился 10 (22) июня 1873 года в пригороде Ялты, в селении Нардан. Сын купца 2-й гильдии лютеранского вероисповедания.
Имел брата Александра (1875—1938).
Начальное образование получил в Ялтинской прогимназии. Летом 1892 года окончил в Одессе Ришельевскую гимназию. В 1898 году окончил естественное отделение физико-математического факультета Императорского Новороссийского университета по специальности «зоология». В 1902 году сдал магистерский экзамен, а в 1911 году в Петербургском университете защитил магистерскую диссертацию «История эмбрионального развития Роlydesmus аbchasicus Attems. К морфологии Diplopoda».
На 1901 год — коллежский секретарь, хранитель зоологического кабинета Императорского Новороссийского университета, с 1909 года занимал должность приват-доцента университета. На 1911 год — коллежский асессор, хранитель зоотомического кабинета университета, одновременно — лаборант и преподаватель Одесских Высших женских курсов. На 1916 год — декан физико-математического факультета Одесских высших женских курсов. С 1917 года — штатный доцент Императорского Новороссийского университета.
В 1920—1930 годах преподавал в Одесском институте народного образования, занимая с 1921 года должность профессора. По совместительству работал в Одесском сельскохозяйственном институте, в Одесском химико-фармацевтическом институте, в санитарном отделе курортного управления, в комитете охраны водоёмов и др.
В 1931 году был незаслуженно оболган, необоснованно ошельмован и незаконно уволен с работы из
Одесского института профессионального образования.
Впоследствии заведовал биологической лабораторией Украинского института экспериментальной офтальмологии. По совместительству продолжал плодотворно работать в зоологическом музее восстановленного Одесского университета.
Умер 5 апреля 1940 года в Одессе.

## Научная деятельность
Занимался фаунистикой и систематизацией многоножек, изучением зоогеографии Северного Причерноморья, в частности, экологическим её направлением, охраной водоемов Украины от загрязнения.
Является автором 45 опубликованных работ.

#### Работы
- Многоножки Крыма/ Н. Г. Лигнау // Записки Новороссийского общества естествоиспытателей. — 1905. — Т. 28. — С. 197—199.
- Новые принципы изучения фауны/ Н. Г. Лигнау // Вестник Одесской комиссии краеведения при ВУАН. — 1925. — Т. 4, № 2/3. — С. 11 — 17.
- Загрязнение рек Стугны и Гнилопяти сточными водами кожевенных заводов/ Н. Г. Лигнау // Труды Всеукраинского комитета по охране водоемов от загрязнения промышленными сточными водами. — 1930. — Вып. 1. — С. 53 — 77.
- Лигнау, Николай Георгиевич. История эмбрионального развития Polydesmus abchasius Attems : К морфологии Diplopoda
- Лигнау, Николай Георгиевич. Паллас как зоолог __ Записки Новороссийского общества естествоиспытателей. Т. 41 _ Президентская библиотека имени Б. Н. Ельцина.
- Лигнау Н. Г. — Публикации в базе данных Math-Net.Ru.